# Corydalis lathyrophylla
Corydalis lathyrophylla là một loài thực vật có hoa trong họ Anh túc. Loài này được C.Y.Wu mô tả khoa học đầu tiên năm 1984.